# アフガニスタン国陸軍特殊作戦コマンド
アフガニスタン国陸軍特殊作戦コマンド（アフガニスタンこくりくぐんとくしゅさくせんコマンド、英語: ANA Special Operations Command、略称ANASOC）は、アフガニスタン国陸軍の特殊部隊である。
ANASOCはアフガニスタン国軍の約7パーセントほどの規模であるが、アフガニスタン紛争中の戦闘の70パーセントから80パーセントに参加した可能性がある。

## 先史
アフガニスタン軍の特殊部隊の歴史は少なくとも1970年代に遡る。1970年代には、第 26空挺大隊、第444、第37、第38コマンド部隊旅団など、いくつかの精鋭陸軍部隊が存在した。第262空挺大隊からアップグレードされた第26空挺連隊と呼ばれる部隊が1980年までカーブルのバラ・ヒサール要塞に駐屯していたが、その後バグラムに移されて再編されたとされる。第26空挺大隊は1980年にアフガニスタン人民民主党政府に対して反乱を起こした。
特殊部隊旅団は政府に信頼され、多大な死傷者が出るまで機動攻撃部隊として使用された。1983年5月にパクティーカー州で行われた第二次ザワルの戦いでは、反乱軍が第38コマンド旅団を待ち伏せして多大な死傷者を出した。多大な損害を出した後に、コマンド旅団は大隊に改編された。

## アフガニスタンの特殊部隊の誕生
2007年7月24日にアフガニスタンの特殊部隊は誕生した。司令官はファリード・アフマディ大佐であった。アフガニスタンの特殊部隊隊員は、アメリカ陸軍特殊部隊群による3か月間の襲撃、直接行動、偵察を行う能力を備えた特殊な軽歩兵訓練を受け、アメリカ軍の装備を完全に装備していた。彼らはまた、アフガニスタン共和国政府に対して中央で迅速に対応する部隊を提供した。
訓練は、カーブルの南10キロメートル（6マイル）に位置するかつてのタリバン訓練施設であるモアヘッドコマンドー訓練センター（リシュコールキャンプ）で行われた。キャンプはヴァルダク州またはカーブル州にあると報告された。補給、兵站、作戦に関する訓練は、アフガニスタン統合安全保障移行軍（CSTC-A）、アメリカ特殊作戦軍、フランスの特殊作戦司令部およびアフガニスタン国陸軍の特殊部隊隊員の指導者によって実施された。

## ANASOCの誕生
2011年半ばから、アフガニスタン国軍はANASOCとアフガニスタン国軍特殊部隊を管理する完全な司令部であるアフガニスタン国軍特殊作戦司令部の設立を開始した。2011年時点で、ANASOCは7,809人の特殊部隊と646人の特殊部隊員で構成されていた。
2012年7月、ANASOCは指揮官と幕僚を含む師団の地位を有する編制として正式に設立された。伝えられるところによると、この部隊は2012年12月までに1万人から1.1万人の特殊作戦兵士を擁していた。以前は、この部隊は8つの部隊から成る1つの旅団として組織されており、すべて最低6個中隊から構成されていた。ANASOCは旅団よりも大きな規模に成長したため、3から4つの旅団に分割され、そのうちの1つが特殊部隊旅団となることが予想された。
2012年7月は、ANASOCと協力するためにアフガニスタン空軍特別任務航空団が設立された。
同月、アフガニスタンの特殊部隊は初めての夜間作戦を成功させた。アメリカ国防総省のジョージ・リトル報道官はメディアに対し、「昨夜アフガニスタンで、米国の特殊作戦部隊が第1特殊作戦大隊のアフガニスタン特殊部隊と合流し、夜間空襲を実証する完全任務演習を行った。これはアフガニスタン主導の計画であった」と語った。演習中、アフガニスタンのパイロットは4機のヘリコプターを操縦し、50人以上のアフガニスタン特殊部隊と、顧問として行動する米国特殊作戦部隊が参加した。特殊部隊は要注意人物の発見と逮捕に成功した。
2013年3月、米特殊部隊はヴァルダク州ニルフ地区の基地をアフガニスタン特殊部隊に引き渡した。それと同時に、アフガニスタンの特殊部隊は徐々に反政府勢力との戦いでNATO軍から主導権を引き継ぎ始めた。
2013年4月、アフガニスタンの特殊部隊はナンガルハル州で反政府勢力22人を殺害し、さらに10人の反政府勢力を捕らえた。 
2014年9月20日、ガズニー州の地方当局者は「アフガニスタンのさまざまな地域から来た武装勢力が、黒いマスクをかぶった迷彩の男たちに率いられ、いくつかの村を占領し、少なくとも60軒の家に放火し、100人以上を殺害し、地元警察官の家族15人を斬首した。伝えられるところによれば、覆面をした武装勢力はイスラム国の黒旗を掲げ、自らをダーイシュの兵士であると公然と称し、現地の言語を一切話さなかった。」と語った。警察副署長のアサドゥッラー・エンサフィ将軍は、タリバンの待ち伏せ攻撃により、地域を担当するアフガニスタン国軍と州警察からの増援が阻止されたと報告した。しかし、ヘリコプターで投入されたアフガニスタン特殊部隊は、その地域を防衛していた部隊の増援に回ることができ、エンサフィ通信は「地区の中心部に対する差し迫った脅威は解消された」と報告した。

## 2021年のタリバン攻勢
2021年ターリバーン攻勢中の2021年7月、トルコはアフガニスタン特殊部隊の今後の訓練を受け入れ、直ちに訓練を開始するために彼らを輸送し始めることに同意した。
タリバンの攻撃中、特殊部隊は粘り強く戦い、アフガニスタン軍で最もよく訓練され、最も意欲的な部隊とみなされていた。特殊部隊は広大な地域に大規模に配備されたが、他のANA部隊や地元住民によって放棄され、多くの部隊が孤立した。
2021年6月、50人の特殊部隊がタリバンからダウラット・アバドを奪還することに成功したが、援軍を得られなかったため特殊部隊は包囲され、最後の抵抗をした。生き残って捕らえられた人々はタリバンによって処刑された。国内で最も高度な訓練を受けた戦闘員24名が死亡したことは、全国的な話題となった。死者の中に有名な特殊司令官であるソフラブ・アジミ少佐が含まれていたこともあり、アフガニスタン国陸軍の士気を大きく左右するものとなった。
カブールがタリバンによって陥落した後、2021年8月17日には、特殊部隊数名がパンジシールに移動し、民族抵抗戦線に参加していると報じられた。
ほとんどが特殊部隊で構成される約500～600人のアフガニスタン軍もカーブルでの降伏を拒否し、代わりにハーミド・カルザイ国際空港で米軍と合流し、2021年のアフガニスタンからの避難中に空港の外周の確保を支援したと報告されている。
イギリスは、アフガニスタン軍敗北後、イギリスに避難していたアフガニスタン特殊部隊をイギリス陸軍に採用することを検討していると報じられた。

## ロシアによるウクライナ侵攻への参戦
米軍のアフガン撤収後、アフガンに置き去りにされた元隊員について、共和党が2022年8月にまとめた報告書は、元隊員は米軍や情報機関の戦術、技術を熟知し、ロシアや中国、イランなどの反米国に雇用されれば国家安全保障上の大きなリスクになりうると警告していた。米誌フォーリン・ポリシーは、アフガン治安当局の元高官の話として、元隊員の採用がウクライナ侵略のゲームチェンジャーとなりうるとの見方を伝えた。
2022年ロシアのウクライナ侵攻において2022年11月に、ロシア側がSNSを通じてイランへと逃れていた元ANASOC隊員約20人を兵隊として募集していたことが明らかとなった。褒賞は月20万円相当であったという。SNSのメッセージに返信した数人の元隊員は程なくして音沙汰がなくなり、ロシア側として参戦したと考えられる。この募集には、イラン政府やイスラム革命防衛隊、在アフガンのイラン大使館が協力している。イランに逃れたアフガン国軍兵は、イラン居住許可を得る際、連絡先を含めた身元の情報をイラン政府に提供する必要があるため、そこから募集の連絡を送ったと考えられている。